# UCI WorldTour 2016
El UCI WorldTour 2016 fue la sexta edición del máximo calendario ciclista a nivel mundial.
El calendario tuvo 27 carreras, la misma cantidad que la edición anterior aunque esta vez la contrarreloj por equipos del Campeonato Mundial en Ruta no puntuó. Comenzó el 20 de enero con la disputa del Tour Down Under finalizando el 1 de octubre con el Giro de Lombardía. La novedad en cuanto al mismo fue el traslado de fechas del Tour de Polonia y el Eneco Tour ya que sus fechas normales (mes de agosto) coincidieron con los Juegos Olímpicos de Río de Janeiro. La primera se adelanta al mes de julio mientras que la segunda se atrasó a septiembre.
Los ganadores finales fueron Peter Sagan (al obtener 3 victorias en clásicas y 7 etapas), Movistar y España, en la clasificación individual, por equipos y por países respectivamente.

## Equipos (18)
Véase UCI ProTeam
Para la temporada 2016 serán 18 los equipos que compitieron en este circuito, uno más que la temporada pasada; debido a que el equipo sudafricano MTN-Qhubeka dio el salto desde la categoría Profesional Continental y que a partir del 2016 se llamó Dimension Data.
| Código UCI | Equipo                             |
| ---------- | ---------------------------------- |
| ALM        | Ag2r La Mondiale                   |
| AST        | Astana Pro Team                    |
| BMC        | BMC Racing Team                    |
| CPT        | Cannondale-Drapac Pro Cycling Team |
| DDD        | Dimension Data                     |
| EQS        | Etixx-Quick Step                   |
| FDJ        | FDJ                                |
| IAM        | IAM Cycling                        |
| LAM        | Lampre-Merida                      |
| LTS        | Lotto-Soudal                       |
| MOV        | Movistar Team                      |
| OBE        | Orica-BikeExchange                 |
| TGA        | Team Giant-Alpecin                 |
| KAT        | Team Katusha                       |
| TLJ        | Team LottoNL-Jumbo                 |
| SKY        | Team Sky                           |
| TNK        | Tinkoff                            |
| TFS        | Trek-Segafredo                     |

## Carreras (27)
| Fecha                          | Carrera                  | Vencedor           | Equipo del vencedor |
| ------------------------------ | ------------------------ | ------------------ | ------------------- |
| 19-24 de enero                 | Tour Down Under          | Simon Gerrans      | Orica GreenEDGE     |
| 6-13 de marzo                  | París-Niza               | Geraint Thomas     | Sky                 |
| 9-15 de marzo                  | Tirreno-Adriático        | Greg Van Avermaet  | BMC Racing          |
| 19 de marzo                    | Milán-San Remo           | Arnaud Démare      | FDJ                 |
| 21-27 de marzo                 | Volta a Cataluña         | Nairo Quintana     | Movistar            |
| 25 de marzo                    | E3 Harelbeke             | Michał Kwiatkowski | Team Sky            |
| 27 de marzo                    | Gante-Wevelgem           | Peter Sagan        | Tinkoff             |
| 3 de abril                     | Tour de Flandes          | Peter Sagan        | Tinkoff             |
| 4-9 de abril                   | Vuelta al País Vasco     | Alberto Contador   | Tinkoff             |
| 10 de abril                    | París-Roubaix            | Matthew Hayman     | Orica GreenEDGE     |
| 17 de abril                    | Amstel Gold Race         | Enrico Gasparotto  | Wanty-Groupe Gobert |
| 20 de abril                    | Flecha Valona            | Alejandro Valverde | Movistar            |
| 24 de abril                    | Lieja-Bastoña-Lieja      | Wout Poels         | Sky                 |
| 26 de abril-1 de mayo          | Tour de Romandía         | Nairo Quintana     | Movistar            |
| 6-29 de mayo                   | Giro de Italia           | Vincenzo Nibali    | Astana              |
| 5-12 de junio                  | Critérium del Dauphiné   | Chris Froome       | Sky                 |
| 11-19 de junio                 | Vuelta a Suiza           | Miguel Ángel López | Astana Pro Team     |
| 2-24 de julio                  | Tour de Francia          | Chris Froome       | Sky                 |
| 12-18 de julio                 | Tour de Polonia          | Tim Wellens        | Lotto-Soudal        |
| 30 de julio                    | Clásica de San Sebastián | Bauke Mollema      | Trek-Segafredo      |
| 20 de agosto -11 de septiembre | Vuelta a España          | Nairo Quintana     | Movistar            |
| 21 de agosto                   | EuroEyes Cyclassics      | Caleb Ewan         | Orica-BikeExchange  |
| 28 de agosto                   | Gran Premio de Plouay    | Oliver Naesen      | IAM                 |
| 9 de septiembre                | Gran Premio de Quebec    | Peter Sagan        | Tinkoff             |
| 11 de septiembre               | Gran Premio de Montreal  | Greg Van Avermaet  | BMC Racing          |
| 19-25 de septiembre            | Eneco Tour               | Niki Terpstra      | Etixx-Quick Step    |
| 1 de octubre                   | Giro de Lombardía        | Esteban Chaves     | Orica-BikeExchange  |

## Clasificaciones
Estas fueron las clasificaciones finales:
Nota: ver Baremos de puntuación

### Clasificación individual
| Posición | Corredor           | Equipo             | Puntos |
| -------- | ------------------ | ------------------ | ------ |
| 1.º      | Peter Sagan        | Tinkoff            | 669    |
| 2.º      | Nairo Quintana     | Movistar           | 609    |
| 3.º      | Chris Froome       | Sky                | 564    |
| 4.º      | Alejandro Valverde | Movistar           | 436    |
| 5.º      | Alberto Contador   | Tinkoff            | 428    |
| 6.º      | Greg Van Avermaet  | BMC Racing         | 420    |
| 7.º      | Richie Porte       | BMC Racing         | 394    |
| 8.º      | Romain Bardet      | Ag2r La Mondiale   | 374    |
| 9.º      | Esteban Chaves     | Orica-BikeExchange | 351    |
| 10.º     | Daniel Martin      | Etixx-Quick Step   | 280    |

| 11.º | Ion Izagirre       | Movistar          | 270 |
| 12.º | Vincenzo Nibali    | Astana            | 241 |
| 13.º | Ilnur Zakarin      | Team Katusha      | 239 |
| 14.º | Sergio Luis Henao  | Sky               | 234 |
| 15.º | Alexander Kristoff | Team Katusha      | 229 |
| 16.º | Joaquim Rodríguez  | Team Katusha      | 211 |
| 17.º | Thibaut Pinot      | FDJ               | 206 |
| 18.º | Sep Vanmarcke      | LottoNL-Jumbo     | 201 |
| 19.º | Rui Costa          | Lampre-Merida     | 194 |
| 20.º | Alberto Bettiol    | Cannondale-Drapac | 185 |

- Total de corredores con puntuación: 235
- Desglose de puntos por corredor: Detalle de puntos ganados

### Clasificación por países
La clasificación por países se calcula sumando los puntos de los cinco mejores corredores de cada país. Los países con el mismo número de puntos se clasifican de acuerdo a su corredor mejor clasificado.
| Posición | País        | Puntos | Top 5 corredores                                                                 |
| -------- | ----------- | ------ | -------------------------------------------------------------------------------- |
| 1.º      | España      | 1475   | Valverde (436), Contador (428), Izagirre (270), Rodríguez (211), Sánchez (130)   |
| 2.º      | Colombia    | 1446   | Quintana (609), Chaves (351), Henao (234), Urán (137), Pantano (115)             |
| 3.º      | Reino Unido | 1050   | Froome (564), Yates (144), Thomas (121), Stannard (120), Yates (101)             |
| 4.º      | Francia     | 1024   | Bardet (374), Pinot (206), Démare (154), Alaphilippe (146), Barguil (144)        |
| 5.º      | Bélgica     | 1003   | Van Avermaet (420), Vanmarcke (201), Naesen (162), Wellens (130), Roelandts (90) |

- Total de países con puntuación: 35

### Clasificación por equipos
Esta clasificación se calcula sumando los puntos de los cinco mejores corredores de cada equipo. Los equipos con el mismo número de puntos se clasifican de acuerdo a su corredor mejor clasificado.
| Posición | Equipo             | Puntos | Top 5 corredores                                                                 |
| -------- | ------------------ | ------ | -------------------------------------------------------------------------------- |
| 1.º      | Movistar           | 1471   | Quintana (609), Valverde (436), Izagirre (270), Fernández (88), Amador (68)      |
| 2.º      | Tinkoff            | 1361   | Sagan (669), Contador (428), Majka (110), Kreuziger (86), McCarthy (68)          |
| 3.º      | Sky                | 1187   | Froome (564), Henao (234), Poels (148), Thomas (121), Stannard (120)             |
| 4.º      | BMC Racing         | 1128   | Van Avermaet (420), Porte (394), Sánchez (130), van Garderen (104), Atapuma (80) |
| 5.º      | Orica-BikeExchange | 909    | Chaves (351), Matthews (184), Yates (144), Gerrans (119), Ewan (111)             |

- Total de países con puntuación: 18 (todos)

## Progreso de las clasificaciones
| Carrera (Vencedor)                          | Clasificación individual | Clasificación por equipos | Clasificación por países |
| ------------------------------------------- | ------------------------ | ------------------------- | ------------------------ |
| Tour Down Under (Simon Gerrans)             | Simon Gerrans            | Orica GreenEDGE           | Australia                |
| París-Niza (Geraint Thomas)                 | Richie Porte             | Sky                       | Australia                |
| Tirreno-Adriático (Greg Van Avermaet)       | Richie Porte             | BMC Racing                | Australia                |
| Milán-San Remo (Arnaud Démare)              | Richie Porte             | Sky                       | Australia                |
| E3 Harelbeke (Michał Kwiatkowski)           | Richie Porte             | Sky                       | Australia                |
| Volta a Cataluña (Nairo Quintana)           | Richie Porte             | Sky                       | Australia                |
| Gante-Wevelgem (Peter Sagan)                | Peter Sagan              | Tinkoff                   | Australia                |
| Tour de Flandes (Peter Sagan)               | Peter Sagan              | Tinkoff                   | Australia                |
| Vuelta al País Vasco (Alberto Contador)     | Peter Sagan              | Tinkoff                   | España                   |
| París-Roubaix (Matthew Hayman)              | Peter Sagan              | Tinkoff                   | Australia                |
| Amstel Gold Race (Enrico Gasparotto)        | Peter Sagan              | Tinkoff                   | Australia                |
| Flecha Valona (Alejandro Valverde)          | Peter Sagan              | Tinkoff                   | Australia                |
| Lieja-Bastoña-Lieja (Wout Poels)            | Peter Sagan              | Tinkoff                   | España                   |
| Tour de Romandía (Nairo Quintana)           | Peter Sagan              | Tinkoff                   | España                   |
| Giro de Italia (Vincenzo Nibali)            | Peter Sagan              | Tinkoff                   | España                   |
| Critérium del Dauphiné (Chris Froome)       | Alberto Contador         | Tinkoff                   | España                   |
| Vuelta a Suiza (Miguel Ángel López)         | Peter Sagan              | Tinkoff                   | España                   |
| Tour de Polonia (Tim Wellens)               | Peter Sagan              | Tinkoff                   | España                   |
| Tour de Francia (Chris Froome)              | Peter Sagan              | Movistar Team             | España                   |
| Clásica de San Sebastián (Bauke Mollema)    | Peter Sagan              | Movistar Team             | España                   |
| EuroEyes Cyclassics (Caleb Ewan)            | Peter Sagan              | Movistar Team             | España                   |
| Gran Premio de Plouay (Oliver Naesen)       | Peter Sagan              | Movistar Team             | España                   |
| Gran Premio de Quebec (Peter Sagan)         | Peter Sagan              | Movistar Team             | España                   |
| Vuelta a España (Nairo Quintana)            | Nairo Quintana           | Movistar Team             | España                   |
| Gran Premio de Montreal (Greg Van Avermaet) | Nairo Quintana           | Movistar Team             | España                   |
| Eneco Tour (Niki Terpstra)                  | Peter Sagan              | Movistar Team             | España                   |
| Giro de Lombardía (Esteban Chaves)          | Peter Sagan              | Movistar Team             | España                   |
| Final                                       | Peter Sagan              | Movistar                  | España                   |

## Victorias en el WorldTour

### Victorias por corredor
- Notas: En amarillo corredores de equipos Profesionales Continentales (no sumaron puntaje).

Incluye victorias en prólogos.
| Posición          | Ciclista                   | Equipo        | Etapa | Clásica | General | Total |
| ----------------- | -------------------------- | ------------- | ----- | ------- | ------- | ----- |
| 1.º               | Peter Sagan                | Tinkoff       | 7     | 3       | -       | 10    |
| 2.º               | Christopher Froome         | Sky Team      | 6     | -       | 2       | 8     |
| 3.º               | Nairo Quintana             | Movistar Team | 2     | -       | 3       | 5     |
| 4.º               |                            |               |       |         |         |       |
| Nacer Bouhanni    | Cofidis, Solutions Crédits | 4             | -     | -       | 4       |       |
| Tim Wellens       | Lotto-Soudal               | 3             | -     | 1       | 4       |       |
| Mark Cavendish    | Dimension Data             | 4             | -     | -       | 4       |       |
| Marcel Kittel     | Etixx-Quick Step           | 4             | -     | -       | 4       |       |
| André Greipel     | Lotto-Soudal               | 4             | -     | -       | 4       |       |
| Steve Cummings    | Dimension Data             | 4             | -     | -       | 4       |       |
| Greg Van Avermaet | BMC Racing                 | 2             | 1     | 1       | 4       |       |

### Victorias por equipo
- Notas: En amarillo equipos Profesionales Continentales.

| Posición | Equipo             | Victorias |
| -------- | ------------------ | --------- |
| 1.º      | Etixx-Quick Step   | 18        |
| 2.º      | Orica-BikeExchange | 17        |
| 3.º      | Team Sky           | 15        |
| 4.º      | Tinkoff            | 14        |
| 5.º      | Movistar Team      | 12        |
| 5.º      | BMC Racing Team    | 12        |

### Victorias por países
- Se incluyen las victorias en contrarreloj por equipos.

| Posición | País        | Victorias |
| -------- | ----------- | --------- |
| 1.º      | Reino Unido | 20        |
| 2.º      | Italia      | 15        |
| 2.º      | Bélgica     | 15        |
| 4.º      | España      | 14        |
| 4.º      | Colombia    | 14        |